# Prueba de tootsie

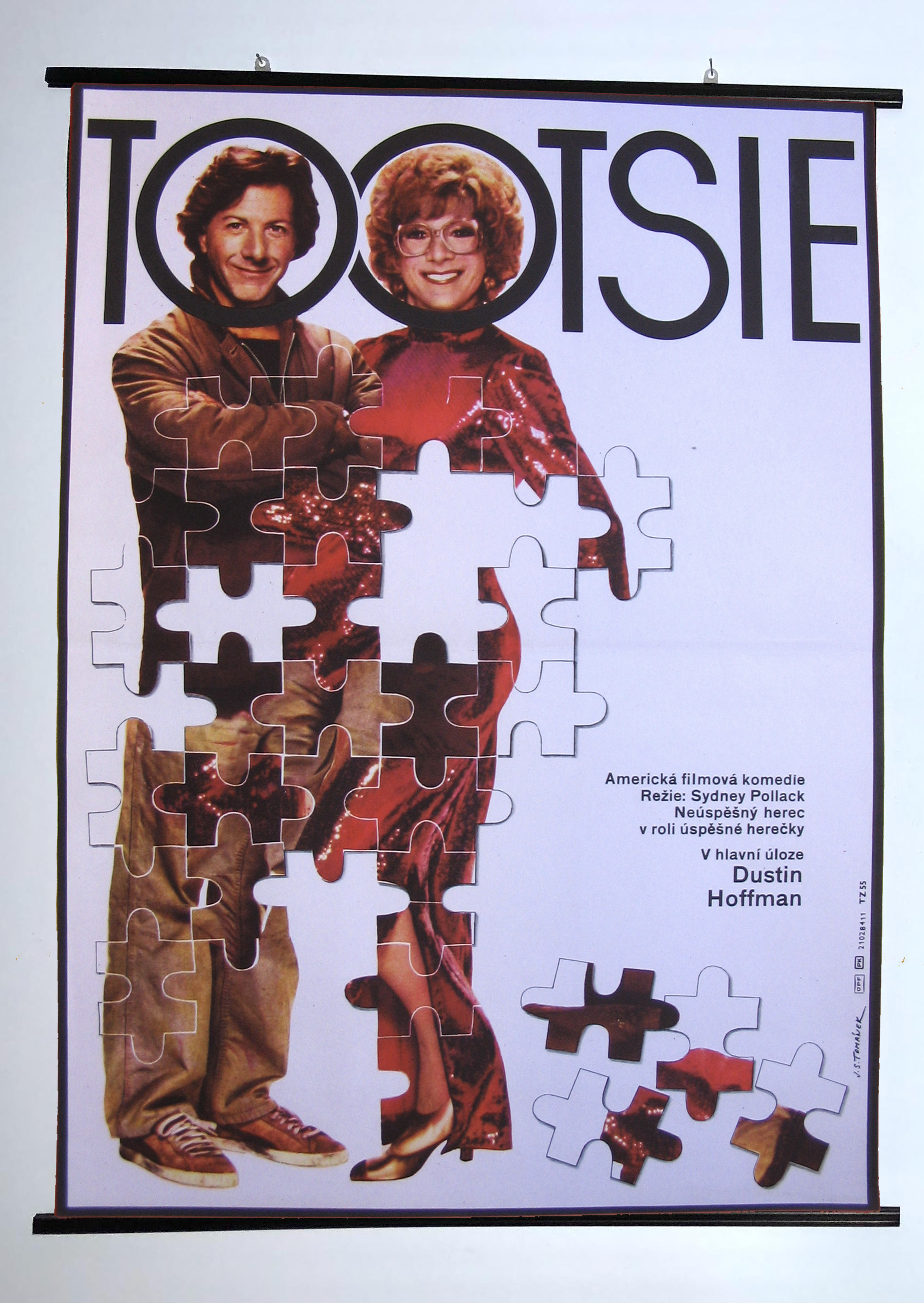
Cartel de la película Tootsie (1982) que inspiró este tipo de Casting.

Prueba de tootsie es un tipo de casting inspirado en la película que lleva el mismo nombre.
La Prueba de Tootsie es un tipo de prueba de casting en la industria del cine, particularmente en la industria cinematográfica de Estados Unidos, que se ha desarrollado y practicado durante más de 20 años. En este método de casting, se pide a un actor masculino que se transforme en una mujer, independientemente del papel que vaya a interpretar. La prueba se utiliza para determinar la habilidad interpretativa del actor y su capacidad para caracterizar personajes de alta complejidad.

### Objetivos y Aplicación
Aunque la Prueba de Tootsie se inspira en una transformación de género dramática, su aplicación va más allá de este escenario específico. La prueba no se utiliza exclusivamente para roles que requieren una transformación de género en la representación, sino que se aplica más ampliamente en la industria del casting para evaluar la versatilidad del actor.
El principal objetivo de la Prueba de Tootsie es medir la habilidad interpretativa del actor y su capacidad para representar personajes complejos, sin importar su naturaleza. En este sentido, la prueba es una herramienta que los directores utilizan para juzgar la capacidad de los actores para asumir y desarrollar cualquier tipo de papel.

### Antecedentes
Casting (voz inglesa) o castin, en cine, televisión, etc., es el proceso de selección del reparto o elenco de una película o de los participantes en un espectáculo (actores, modelos, presentadores, entre otros cargos similares). 
Habitualmente, en esta selección todos los candidatos para un trabajo han de interpretar un mismo papel propuesto por los seleccionadores, lo que permite hacer comparaciones y elegir al intérprete más apropiado. La palabra adecuada y empleada para describir el proceso de selección de los actores para una obra es el de audición.
De manera errónea se usa el término casting también para el equipo resultante de actores que intervienen en la obra escénica. El término inglés correcto es cast, y en español debe usarse reparto o elenco.
Cuando se buscan actores, modelos, etc. que tengan algo especial, en medios profesionales suele denominarse typecasting. Este término también se aplica al encasillamiento en un tipo de papel que sufren algunos actores, a menudo de manera intencional (como el caso de los actores de carácter o de género).

### Typecasting tootsie
La Prueba de Tootsie es una técnica de casting que se originó a partir de la película estadounidense "Tootsie" (1982). 

Niño de 12 años preparándose para presentar un Casting en España

El concepto de la prueba se basa en la trama principal de la película, donde el personaje principal, un actor masculino, se disfraza de mujer para obtener un papel. En el casting de la Prueba de Tootsie, un actor masculino se transforma en mujer, independientemente del papel que esté buscando, como parte del proceso de selección.
Este método de casting, aunque inusual, tiene un propósito fundamental: "evaluar la capacidad interpretativa del actor y su habilidad para caracterizar personajes de alta complejidad. La transformación de género propuesta en la Prueba de Tootsie supone un desafío para el actor que va más allá de un simple cambio de vestuario o maquillaje; requiere un compromiso total con el personaje, incluyendo la adaptación de gestos, posturas, modulación de voz y formas de expresión típicamente femeninas".
La Prueba de Tootsie, por tanto, se considera una prueba de fuego en la evaluación de la versatilidad y habilidad interpretativa de un actor. Su utilización no sólo permite observar la capacidad de transformación y adaptabilidad del actor, sino también su compromiso con el papel y su disposición para sumergirse en personajes fuera de su zona de confort.
Pese a su peculiaridad, la Prueba de Tootsie ha demostrado ser una herramienta eficaz para seleccionar actores capaces de asumir retos interpretativos, que no se limiten a encarnar personajes de su propio género o que se ajusten a su propia personalidad, sino que sean capaces de asumir cualquier papel y de sumergirse plenamente en él, independientemente de las circunstancias del personaje.

### Características de la prueba tootsie
La Prueba de Tootsie, en su ejecución, demanda un alto grado de preparación y transformación personal del actor. Este proceso comienza mucho antes del casting en sí, ya que el actor debe presentarse ya en caracterización completa. Es decir, desde que sale de su casa, el actor debe adoptar y asumir el rol de una mujer.
Este proceso incluye un cambio total de apariencia: vestuario, maquillaje y peinado son seleccionados y aplicados para presentar una imagen femenina convincente. Sin embargo, la transformación va más allá de lo físico. El actor debe adoptar gestos, posturas, modulaciones de voz y formas de expresión que sean coherentes con su nueva identidad. Debe estudiar y comprender los matices de la conducta femenina para poder interpretarla de manera creíble.
Una vez que el actor llega al casting, debe mantener su personificación en todo momento. La prueba consiste en convencer a los directores de casting de que es una mujer. La interpretación no sólo se basa en la apariencia física, sino también en la capacidad para manejar la interacción social y las respuestas emocionales como una mujer.
Existen diferentes versiones de la Prueba de Tootsie, que varían en términos de su grado de dificultad y los elementos que se evalúan. Sin embargo, en todas las versiones, el elemento central es la capacidad del actor para mantener de manera convincente la transformación de género en todas las situaciones.
El éxito en la Prueba de Tootsie se determina si el actor logra convencer al director y al equipo de casting de que es una mujer. Solo al final del casting, si se considera que ha pasado la prueba, se revelará su verdadera identidad masculina. 
La Prueba de Tootsie, entonces, es una verdadera prueba de la habilidad actoral para transformarse y para entender y encarnar personajes complejos y multidimensionales.

### Niveles de complejidad
La Prueba de Tootsie puede variar en su nivel de dificultad en función de diversos factores que afectan a la complejidad de la transformación requerida. Aunque la idea central de esta prueba es la interpretación de un personaje que trasciende la identidad de género del actor, existen diversas formas en que esta prueba puede ser implementada, cada una con su propia serie de desafíos.
Nivel básico: En este nivel, la prueba puede simplemente requerir que el actor adopte rasgos y comportamientos asociados con el género opuesto. Este desafío puede ser una introducción útil a la transformación de género, pero no requiere necesariamente una inmersión profunda en el personaje.
Nivel intermedio: Este nivel puede involucrar la adopción de un personaje femenino más desarrollado, con un trasfondo y una personalidad específicos. Esto requiere una mayor comprensión y empatía hacia el personaje, lo que aumenta la dificultad de la prueba.
Nivel avanzado: En este nivel, la prueba puede implicar no solo la transformación de género, sino también la adopción de características adicionales, como un acento específico, una condición física o mental, o una situación emocional compleja. Esta variante de la Prueba de Tootsie requiere un alto grado de habilidad actoral y versatilidad.
La Prueba de Tootsie, en todas sus variantes, ofrece una forma poderosa y efectiva para evaluar la habilidad y versatilidad de un actor. Sin embargo, cada nivel presenta sus propios desafíos y oportunidades, poniendo a prueba diferentes aspectos de la capacidad interpretativa del actor.

### Transformación física

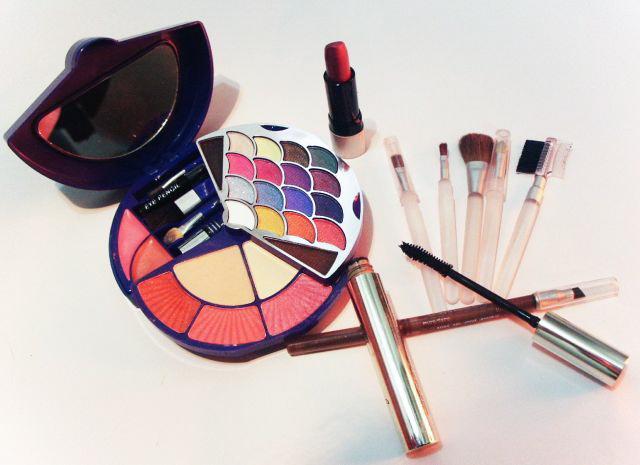
Kit de maquillaje actoral

Independientemente del nivel de profundidad de la Prueba de Tootsie, un componente esencial para su éxito es la transformación física meticulosa del actor.
Esta metamorfosis requiere una atención minuciosa a los detalles y va más allá de la mera actuación, abarcando la apariencia física completa del actor.
El uso de maquillaje es crucial para ayudar al actor a adoptar rasgos físicos asociados con el género femenino, incluyendo, pero no limitándose a, la estructura ósea del rostro, la tez, el maquillaje de ojos y labios, y la eliminación o adición de vello facial y corporal. 
El maquillaje debe ser usado con habilidad para destacar y enfatizar las características deseadas, al tiempo que se minimizan las que son incongruentes con la identidad del personaje.
El vestuario juega un papel igualmente vital en la Prueba de Tootsie.
Los actores deben usar ropa que sea apropiada para el personaje femenino que están interpretando, lo que implica una consideración cuidadosa de la moda, los estilos y las tendencias asociadas con el género femenino.
Los accesorios, las pelucas y los zapatos también son elementos esenciales en la transformación física. Desde joyas hasta bolsos, desde estilos de peinado hasta tacones, estos elementos pueden ayudar a reforzar la identidad del personaje y añadir un nivel adicional de autenticidad y realismo a la interpretación.

### Versatilidad actoral
La Prueba de Tootsie es una herramienta inestimable en el repertorio de un director para evaluar la versatilidad actoral. 
Esta prueba singular, que exige al actor transformarse en un personaje que trasciende su propia identidad de género, ofrece una oportunidad única para apreciar la habilidad del intérprete para adaptarse y asumir roles altamente divergentes.
En su esencia, la Prueba de Tootsie evalúa la capacidad del actor para modificar aspectos esenciales como el lenguaje corporal, la modulación de la voz, las expresiones faciales y la interacción social, proporcionando así una evaluación completa de la habilidad interpretativa del actor.
Además, al requerir que el actor se presente al casting ya transformado, la prueba examina el compromiso del actor con el papel y su habilidad para mantener una interpretación consistente y creíble. Esto es particularmente útil para los directores al seleccionar actores para roles complejos y exigentes.

### Beneficios
La Prueba de Tootsie puede proporcionar una serie de beneficios significativos para un director y una producción audiovisual.
En primer lugar, sirve como una prueba de fuego para determinar la versatilidad de un actor, revelando su capacidad para transformarse en un personaje completamente distinto a su propia identidad. Este tipo de casting puede revelar talentos ocultos y demostrar la amplitud de habilidades de un actor, lo que puede resultar invaluable para un director al tomar decisiones de casting.
Además, la prueba permite a los directores y productores evaluar el compromiso de un actor con su papel. La transformación total requerida por la Prueba de Tootsie demanda una dedicación intensiva a la preparación y la interpretación del personaje, que es un indicativo de la seriedad y la dedicación del actor. Este compromiso puede ser un factor importante para los directores y productores a la hora de seleccionar actores para roles exigentes y complejos.
En un sentido más amplio, la Prueba de Tootsie puede ser útil para fomentar la diversidad y la inclusión en la industria audiovisual. 
Al desafiar las normas tradicionales de género y alentar a los actores a interpretar roles que trascienden su propia identidad de género, esta prueba puede ayudar a romper los estereotipos y abrir nuevas posibilidades para la representación en la pantalla.
Finalmente, esta técnica de casting puede añadir un elemento de intriga y sorpresa al proceso de selección, atrayendo la atención de los medios y generando un mayor interés en la producción. Esto puede ser beneficioso desde el punto de vista del marketing y la promoción, ayudando a aumentar la visibilidad y la anticipación para la producción.

### Alcance

California es la región del mundo donde más se utiliza este tipo de Casting

La Prueba de Tootsie se realiza predominantemente en los Estados Unidos, donde se originó, siendo adoptada en algunas ocasiones por la industria cinematográfica de Hollywood. Sin embargo, su uso no se limita a este país. Se ha observado su implementación en diferentes regiones del mundo, incluyendo Europa, especialmente en el Reino Unido, y partes de Asia, particularmente en India, donde la industria del cine Bollywood también ha mostrado interés en este tipo de pruebas de casting. En general, su uso se extiende a cualquier lugar donde se valora la versatilidad y la capacidad de transformación de los actores.

### Confidencialidad
La confidencialidad es un aspecto crucial en la Prueba de Tootsie, como en cualquier proceso de casting. Dado que esta prueba implica una transformación de género significativa y potencialmente sensible por parte del actor, es especialmente importante que se maneje con discreción y respeto.
Primero, los detalles del proceso de transformación del actor y su interpretación durante el casting deben mantenerse en privado para proteger la integridad del actor y el proceso de casting. Esto es esencial para garantizar que el actor se sienta seguro y cómodo durante la prueba.
Segundo, la verdadera identidad del actor debe mantenerse en secreto hasta el final del proceso de casting. Esto es necesario para preservar el elemento de sorpresa y garantizar que la Prueba de Tootsie se lleve a cabo de manera justa y objetiva.
Por último, la confidencialidad también protege la integridad de la producción en sí. Si se revelan detalles sobre el proceso de casting, esto podría influir en las percepciones de la producción antes de su lanzamiento y potencialmente afectar su recepción.

### Pruebas de casting similares
Además de la Prueba de Tootsie, existen otros métodos de casting que desafían la versatilidad y la habilidad de los actores. Aquí hay algunos ejemplos:
Prueba de improvisación: En estas pruebas, se pide a los actores que realicen una escena sin guion o que respondan a una situación inesperada. 
Este tipo de prueba evalúa la habilidad del actor para pensar rápidamente, su creatividad y su capacidad para permanecer en el personaje bajo presión.
Prueba de caracterización: Similar a la Prueba de Tootsie, estas pruebas desafían a los actores a transformarse en un personaje específico, que podría ser muy diferente de ellos mismos. Esto puede implicar cambiar su voz, su postura, sus gestos y su forma de moverse para adaptarse al personaje.
Prueba de química: Esta prueba se utiliza cuando se selecciona a un par de actores que compartirán muchas escenas juntos, como una pareja romántica o una pareja de amigos. En estas pruebas, los actores realizan una escena juntos para ver cómo interactúan y si tienen una química convincente en pantalla.
Prueba de lectura fría: En esta prueba, a los actores se les da un guion que no han visto antes y se les pide que lo interpreten. Esto pone a prueba su habilidad para comprender rápidamente un personaje y una escena y para interpretar con autenticidad con poco o ningún tiempo para prepararse.
Estos métodos de casting ponen a prueba diferentes habilidades y aspectos de la actuación, y se pueden usar en combinación para obtener una visión completa del talento y la versatilidad de un actor.